# Fresh Cream
Fresh Cream är rockbandet Creams debutalbum och gavs ut i december 1966. Albumet spelades in under sommaren samma år i Rayrik och Ryemuse Studios i London. Den brittiska versionen av albumet saknar hiten "I Feel Free" som däremot fanns med på den amerikanska versionen. Albumet blandar blues, psykedelisk musik och lite poppigare toner.
Albumet nådde 6:e plats på albumlistan i Storbritannien och 39:e plats på Billboard 200 i USA. Tidskriften Rolling Stone rankade det 2003 som nummer 102 på sin lista över de 500 bästa albumen genom tiderna.

## Låtlista
Sida ett
1. "I Feel Free"  (Pete Brown/Jack Bruce) - 2:51
2. "N.S.U."  (Jack Bruce) - 2:43
3. "Sleepy Time Time"  (Jack Bruce/Janet Godfrey) - 4:20
4. "Dreaming"  (Jack Bruce) - 1:58
5. "Sweet Wine"  (Ginger Baker/Janet Godfrey) - 3:17
6. "Spoonful"  (Willie Dixon) - 6:30

Sida två
1. "Cat's Squirrel"  (Trad. arr. Ginger Baker/Jack Bruce/Eric Clapton) - 3:03
2. "Four Until Late"  (Robert Johnson arr. Eric Clapton) - 2:07
3. "Rollin' and Tumblin'"  (Muddy Waters) - 4:42
4. "I'm So Glad"  (Skip James) - 3:57
5. "Toad"  (Ginger Baker) - 5:11

## Medverkande musiker
- Eric Clapton - gitarr, sång
- Jack Bruce - bas, munspel, sång
- Ginger Baker - trummor, sång

## Listplaceringar
| År   | Land           | Lista                 | Plats | Ref   |
| ---- | -------------- | --------------------- | ----- | ----- |
| 1966 | Storbritannien | Brittiska albumlistan | 6     | [ 2 ] |
| 1966 | USA            | Billboard 200         | 39    | [ 3 ] |